# HMS Ajax (1798)
El HMS Ajax fue un navío de línea británico de 2 puentes y 74 cañones de la clase homónima construido en los astilleros de Rotherhithe entre 1795 y 1798. Comisionado para la Royal Navy, prestó servicio en la campaña napoleónica en Egipto y Siria y en las batallas del cabo Finisterre y de Trafalgar. Después de esta última, fue dispuesta al bloqueo de la ciudad de Cádiz.
En febrero de 1807, el HMS Ajax, bajo el mando del capitán Henry Blackwood, fue dispuesto en la escuadra de Malta para participar en la operación británica contra el Imperio Otomano en los Dardanelos. Durante la operación, la noche del 14 de febrero, un fuego accidental que se inició en las bodegas prendió el barco sin poder ser controlado. Alrededor de 380 hombres pudieron ser rescatados, mientras que 250 hombres, muchos de los cuales participaron en Trafalgar, perecieron. Los restos del barco siguieron ardiendo esa noche, hundiéndose a pocas millas de la isla de Bozcaada.

## Campaña de Egipto
El capitán James Whitshed estuvo al cargo de la embarcación durante su etapa de construcción posteriores desde enero de 1798, pero finalmente fue comisionada en junio de ese mismo año al capitán John Holloway, pasando un mes más tarde a un tercero, el capitán John Pakenham, para prestar servicio en el canal de la Mancha. Después de un breve espacio de gobierno del capitán John Osborn, el HMS Ajax fue colocado en mayo de 1799 bajo el mando del capitán Alexander Cochrane, quien debía comandarla durante los dos años siguientes. El 9 de enero de 1800 capturó al corsario francés Avantageux en el Canal.
En 1801, el navío fue destinado al Mediterráneo para participar en las operaciones que se llevaban a cabo en Egipto. El 1 de marzo, unos 70 buques de guerra, junto con transportes que transportaban 16 000 efectivos, anclaron en la bahía de Abu Qir, cerca de Alejandría. El mal tiempo retrasó el desembarco, que se llevó a cabo el día 8. Cochrane dirigió el desembarco de 320 embarcaciones, en línea doble, que llevaron a las tropas a tierra. Las baterías francesas posicionadas de la costa francesa hicieron fuego para repelerlos, pero los británicos pudieron responder eficazmente y al día siguiente toda la fuerza de Ralph Abercromby estaba en tierra.
El HMS Ajax regresó a Plymouth el 8 de junio de 1802, después de la firma del Tratado de Amiens.

## Acciones del año 1805
En abril de 1805, el almirante Lord Gardner envió al HMS Ajax, junto con los HMS Malta y HMS Terrible, a reforzar el escuadrón del vicealmirante Robert Calder, que se encontraba frente a las costas españolas de Ferrol después de que en una tormenta su escuadrón se redujera a sólo cinco navíos de línea.
El 31 de mayo de 1805, el mando del Ajax pasó al capitán William Brown, quien se dirigió hacia las costas de Galicia, donde el 22 de julio se encontró con la flota combinada franco-española del almirante Villeneuve, compuesta por veinte barcos de línea, cinco fragatas y dos bergantines. En la batalla del cabo Finisterre, el vicealmirante Robert Calder dispuso orden de atacar. El combate duró casi cuatro horas, si bien los ingleses lograron la captura de los barcos españoles San Rafael y Firme. En el fragor de la batalla, el HMS Ajax sufrió dos muertes y 16 heridos.
Tras someterse a reparaciones en Plymouth, el 18 de septiembre, tanto el HMS Ajax como el HMS Thunderer, este último bajo el mando del capitán William Lechmere, recibieron la orden de unirse a la flota que dirigía el vicealmirante Horatio Nelson, quien lideró el HMS Victory y zarpan rumbo a Cádiz. No obstante, las acciones de Finisterre obligaron a que Calder regresara a Reino Unido para enfrentarse meses más tarde a un juicio por no llegar hasta el final de la acción bélica. El mando de su nave fue recogido por su primer teniente, John Pilfold, que comandó al HMS Ajax hasta la batalla de Trafalgar.
En el orden de la batalla del 21 de octubre de 1805, el HMS Ajax ocupó el séptimo puesto en la columna de Nelson, teniendo a tiro al español Santísima Trinidad y al francés Bucentaure, con quienes se enfrentó. El Ajax también participó en la rendición, junto al HMS Orion, del francés Intrépide. En la batalla perdió dos hombres y tuvo nueve heridos. Después de la batalla, fue destacado en el bloqueo de Cádiz.

## Pérdida del HMSAjax

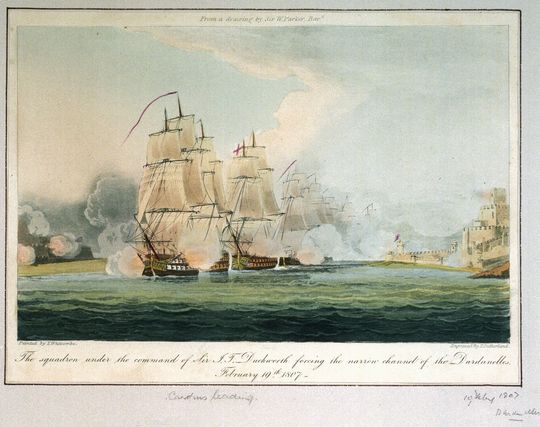
El escuadrón de Duckworth en la acción de los Dardanelos.

El 1 de febrero de 1807, el HMS Ajax, que se encontraba entonces bajo el mando del capitán Henry Blackwood, se unió al escuadrón del almirante John Duckworth en la isla de Malta con el objetivo de participar en la Operación Dardanelos contra el Imperio Otomano, en el marco de la Guerra anglo-turca que había comenzado ese año y que se alargaría hasta 1809.
Durante la batalla, un incendio accidental provocó que parte de los aparejos del HMS Ajax empezaran a arder. El incendio había comenzado la noche del 14 de febrero, mientras el barco estaba anclado en el puerto de Ténedos. El fuego comenzó en el compartimento del panadero, donde se había dejado una luz encendida en contra de lo que estaba establecido. A medida que el fuego quedaba fuera de control, los oficiales y la tripulación se vieron obligados a evacuar. Aunque 350 personas fueron rescatadas, otras 250 perdieron aquella noche la vida, muchos de ellos tripulantes que habían sobrevivido a las batallas de Finisterre y Trafalgar. Los restos del pecio se encuentran en las inmediaciones del puerto de la isla de Ténedos.